# Gasoducto Trans Adriático

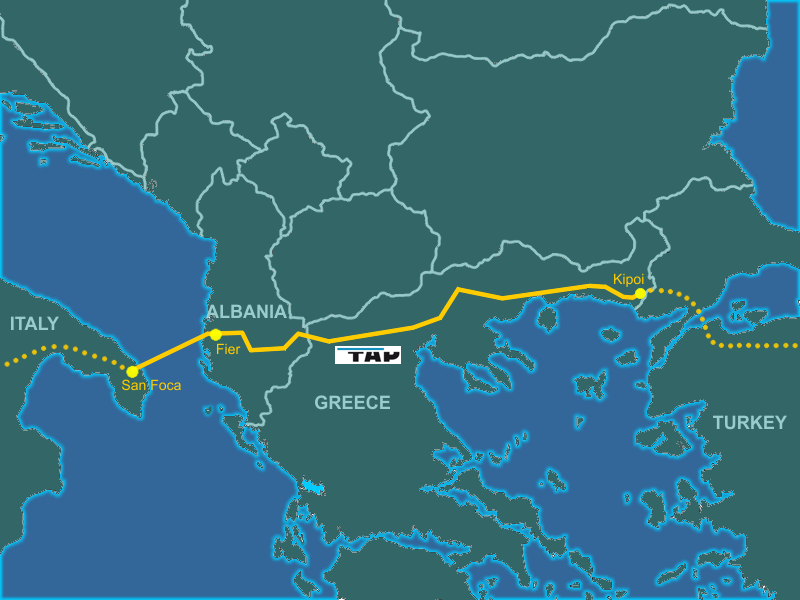
El mapa del gasoducto Trans Adriático

El gasoducto Trans Adriático (en inglés Trans Adriatic Pipeline, TAP) - es un oleoducto para el transporte del gas natural desde el mar Caspio y Oriente Medio a Europa Occidental; un parte del Corredor de Gas Sureño, proyecto diseñado para suministrar gas natural procedente del Mar Caspio a Europa. El gasoducto tiene 878 km de longitud - Grecia, Albania, el mar Adriático, Italia. Los creadores del proyecto son EGL suiza, Statoil noruega y E.ON Ruhrgas alemán. Tres compañías se reparten, con un 20 % cada una, la propiedad del gasoducto: la azerbaiyana SOCAR, la británica BP, la italiana Snam, la belga Fluxus, y la española Enagás. La suiza Axpo vendió su 5 % en enero de 2023 a estas dos últimas y salió del accionariado. El TAP se conecta con el gasoducto Trans Anatolian (TANAP) en la frontera turco-griega en Kipoi y cruza Grecia, Albania y el mar Adriático, antes de llegar al sur de Italia para conectarse a la red italiana de gas natural.
De los 878 kilómetros del gasoducto, 550 pasan por Grecia, 215 por Albania, 105 por el mar Adriático y 8 por Italia.
La capacidad inicial del gasoducto es de 10 000 millones de metros cúbicos (bcm) con posibilidad de llegar hasta los 20 bcm en los años posteriores. Según preveía el proyecto, las primeras entregas de gas desde los yacimientos azerbaiyanos de ShajDeniz II ubicados en el mar Caspio hasta Europa estában previstas para 2019 aunque finalmente comenzaron sus operaciones en enero de 2020.

## Historia
El proyecto del gasoducto Trans Adriático fue declarada en el año 2003 por la empresa suiza de energía EGL (actualmente Axpo), pero los estudios de viabilidad se completaron en marzo de 2006. Se presentaron dos opciones: una ruta del norte a través Bulgaria, la actual Macedonia del Norte y Albania u otra ruta del sur, que fue elegido a través Grecia y Albania. El diseño básico avanzado de la tubería se terminó en marzo del año 2007.

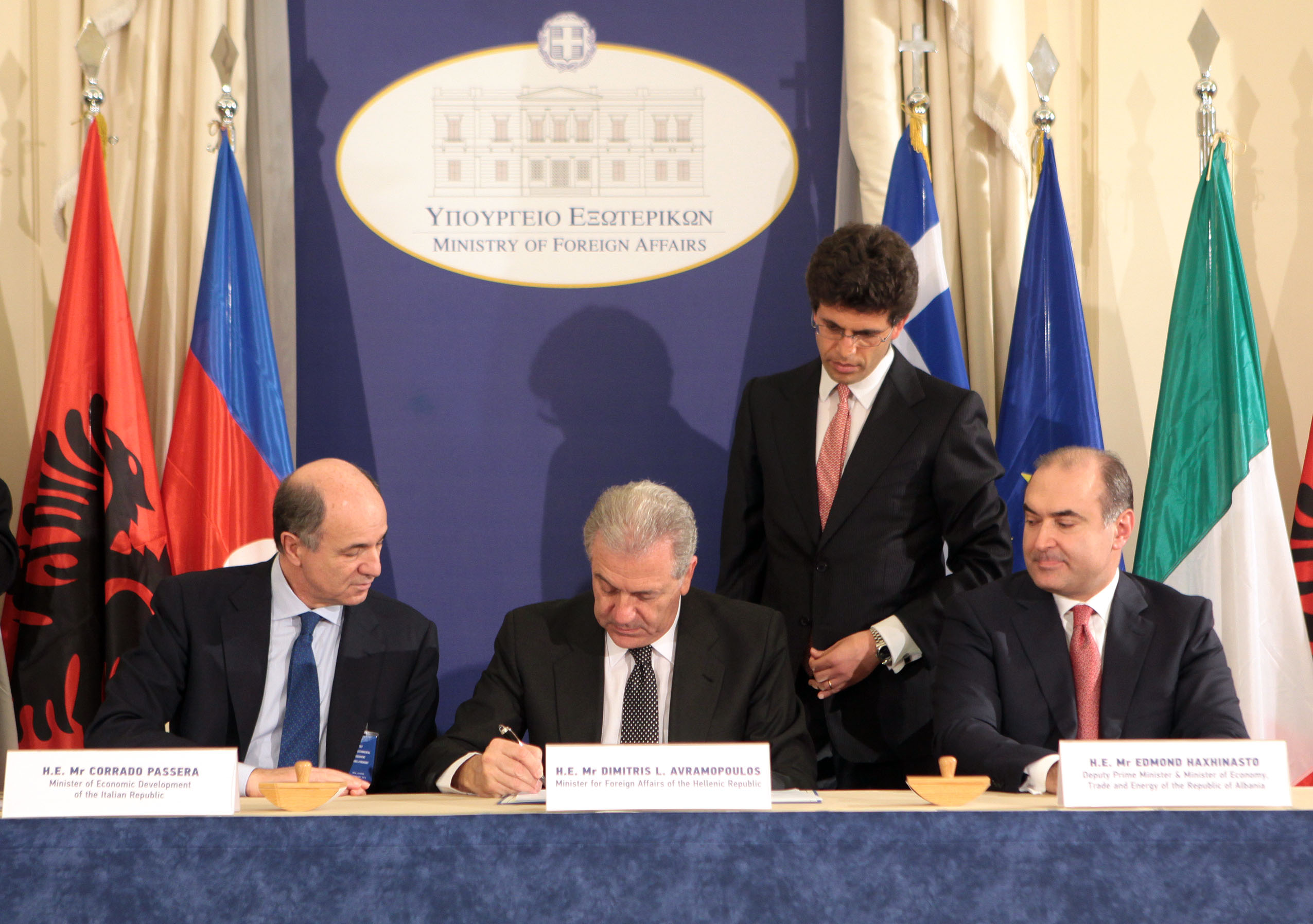
Los representantes de Italia, Grecia y Albania durante la firma del acuerdo intergubernamental.

El 13 de febrero de 2008 EGL Group y la empresa noruega de energía Statoil firmaron el acuerdo sobre la creación de la "Trans Adriatic Pipeline AG" — empresa común para la elaboración, construcción y explotación de la tubería. 
En junio de 2008 la compañía. junto con las autoridades griegas. presentó una solicitud para la construcción del gasoducto de 200 km desde Salónica hasta la frontera greco-albanesa. 
En enero de 2009, el proyecto TAP realizó un estudio sobre el estado del medio marino en el mar Adriático para verificación la ruta marina para el gasoducto futuro. La investigación de la ruta se comenzó en Albania, en julio de 2009.
En enero de 2010, TAP abrió oficinas en Grecia, Albania e Italia. En marzo de 2010, TAP  presentó una solicitud a las autoridades italianas para la inclusión en la red de gas. El 20 de mayo de 2010, se anunció que E.ON participaba en el proyecto.
En febrero de 2012 el TAP fue el primer proyecto elegido para llevar las negociaciones exclusivas con el consorcio de Shajdeniz. 
En agosto de 2012, los socios del consorcio British Petroleum, SOCAR y Total S. A. firmaron un acuerdo de financiación con accionistas de TAP, incluyendo la posibilidad de adquirir hasta un 50% de las acciones en el proyecto.
El 28 de septiembre de 2012, Albania, Grecia e Italia firmaron un memorando de entendimiento, con lo que confirmaron su apoyo político a la tubería.
Un poco después, el 22 de noviembre de 2012, el consorcio de TAP y el gasoducto Trans-anatolia firmaron un memorando de entendimiento que estableció un marco de cooperación entre las dos partes.
El 13 de febrero de 2013, Albania, Grecia e Italia firmaron un acuerdo intergubernamental.
El 28 de junio de 2013, se anunció el cierre del competidor principal, el gasoducto Nabucco, siendo el TAP es un proyecto prioritario. Poco después BP, SOCAR, Total y Fluxys entraron en el accionariado del proyecto. 
En diciembre de 2015 Snam se unió al proyecto, adquiriendo el 20% de las acciones de Statoil.
En septiembre de 2014 Enagás, el principal transportista de gas natural de España entra con un 16% del accionariado.
En enero de 2023, Axpo vende su participación a Fluxus y Enagás, pasando todos los accionistas a tener una participación alícuota del 20%.

## Construcción
En julio del año 2015 comenzó la primera etapa de los trabajos de la construcción y rehabilitación de varias infraestructuras viarias en Albania: mejora de unos 58 kilómetros de vías de acceso, construcción de dos nuevos puentes y remodelación de otros 40, al objeto de facilitar el transporte de las tuberías y los equipos necesarios para las actividades de construcción del gasoducto, cuyos trabajos finalizaron en diciembre del año pasado. La segunda fase contempla la actualización de 120 kilómetros de carreteras.
El 3 de marzo de 2016, la Comisión Europea aprobó la construcción del gasoducto Trans Adriático. El 16 de mayo de 2016 se comenzó la construcción del gasoducto. Alexis Tsipras, el primer ministro griego inauguró en Salónica las obras de construcción del TAP en el territorio de Grecia.
El 20 de mayo de 2020 el primer gas natural en un tramo de 4 km del gasoducto llegó en Albania. El 15 de noviembre el gaseoducto se completó e inició operaciones comerciales.